# Etapa Națională 2025
Unter dem Titel Etapa Națională 2025 sollte am 22. Februar 2025 der moldauische Vorentscheid für den Eurovision Song Contest 2025 in Basel (Schweiz) stattfinden. Jedoch zog Moldau seine Teilnahme überraschend am 22. Januar 2025 zurück und brach den Vorentscheid ab.

## Format

### Konzept
Am 16. November 2024 bestätigte Teleradio-Moldova (TRM) seine Teilnahme am Eurovision Song Contest 2025. Drei Tage später gab man bekannt, erneut die Etapa Națională als nationalen Vorentscheid zu verwenden. Im Gegensatz zum Vorjahr wurde die Anzahl der Finalisten von elf auf zehn verringert. Im Finale selbst soll eine Mischung aus Tele- und Juryvoting über den Sieger entscheiden, wobei sich die Organisatoren das Recht einräumen, im Falle eines Gleichstands den Sieger selbst zu bestimmen.

### Beitragswahl
Zwischen dem 19. November und dem 27. Dezember 2024 konnten Beiträge bei TRM eingereicht werden. Im Anschluss daran wurden die Beiträge im Zeitraum zwischen dem 28. Dezember 2024 und dem 15. Januar 2025 von einer internen Kommission bewertet. Die Live-Auditions der ausgewählten Beiträge fanden am 18. Januar 2025 statt.
Das Finale selbst, an dem ursprünglich zehn Interpreten teilnehmen sollten, sollte am 22. Februar 2025 stattfinden. Am Tag der Live Audition wurde jedoch bekanntgegeben, dass 12 Beiträge am Finale teilnehmen würden.

## Teilnehmer
Die Liste der Teilnehmer wurden am 14. Januar 2025 veröffentlicht. Eblansh Band zog ihre Teilnahme am 16. Januar jedoch zurück, da ein Bandmitglied derzeit sich in ärztlicher Behandlung befinde, wodurch eine Teilnahme nicht möglich sei.

## Live Audition
Die Live Audition fand am 18. Januar 2025 statt.
| Platz | Interpret              | Lied Musik (M) und Text (T)                                                                           | Sprache             | Übersetzung (inoffiziell)           |
| ----- | ---------------------- | --- | ------------------- | ----------------------------------- |
| 1     | Zelorielle             | Miracle M/T: Zelorielle                                                                               | Englisch            | Wunder                              |
| 2     | Vadim Eleni            | Mamă, să fii! M/T: Vladimir Eleni                                                                     | Rumänisch           | Mama, sei es!                       |
| 3     | Royals ST              | Zboară-n sus M/T: Paul Gamurari, Anatol Vornicescu                                                    | Englisch, Rumänisch | Flieg hoch                          |
| 4     | PRIZA feat Mc MIKE     | Kookoo M/T: Costantin Ieșeanu, Mihahil Țurcanu                                                        | Englisch, Rumänisch | –                                   |
| 5     | Katy Rain              | Timpul M/T: Ecaterina Yostogan-Condrea, Mihăiță Chiriac                                               | Rumänisch           | Zeit                                |
| 6     | Cătălina Solomac       | Demons M/T: Mihaela Marinova, Vencislav Chanov, Vitali Ezekiev, Nikos Sofīs, Joacim "Jake E" Lundberg | Englisch            | Dämonen                             |
| 7     | Rina                   | Dorințele M/T: Rodica Jabinschi, Ion Cațár                                                            | Rumänisch           | Wünsche                             |
| 8     | Bacho & CARNIVAL BRAIN | Semafoare M/T: Edgar Bacioi, Dumitru Golban, Iuri Ribac, Anton Ragoza                                 | Rumänisch           | Ampel                               |
| 9     | LODOS                  | Sentimental M/T: Oleg Herescu, Ilker Faith Ayla, Veronica Rusu-Bucico                                 | Rumänisch           | –                                   |
| 10    | Nadya Crajevschi       | Not a Shadow M/T: Ivan Aculov, Ervin Mațiboruc-Gavrisciuc, Nadejda Carjevschi                         | Englisch            | Kein Schatten                       |
| 11    | Chris Cross            | Eu vin M/T: Radco, Cristian Cuculescu                                                                 | Rumänisch, Englisch | Ich komme                           |
| 12    | Sasha Bognibov         | All-night party M/T: Tristán White, Andy Brook                                                        | Englisch            | Party die ganze Nacht               |
| 13–23 | Diana Elmas            | Fly away M/T: Ylva Persson, Linda Persson, Peter Nord, Mats Larsson                                   | Englisch            | Flieg weg                           |
| 13–23 | Sasha Khanedanyan      | Silent Hills M/T:Sasha Khanedanyan                                                                    | Englisch            | Stille Hügel                        |
| 13–23 | NR.11                  | Bye M/T: Nadejda "Stetiuc" Rotaru                                                                     | Englisch            | Auf Wiedersehen                     |
| 13–23 | NORDIKA                | LUDMILA M/T: Ruslan Tăranu                                                                            | Englisch            | –                                   |
| 13–23 | TUDOR BUMBAC           | Pace noi vrem M/T: Tudor Bumbac, Daniela Bumbac                                                       | Rumänisch           | Wir wollen Frieden.                 |
| 13–23 | Sasha Letty            | Haute Coture M/T: Jacob Jonia                                                                         | Englisch a          | –                                   |
| 13–23 | Predein Cristian       | Moldovian Dance M/T: Alexandru Cobușcean, Cristian Predein                                            | Rumänisch b         | Moldawischer Tanz                   |
| 13–23 | Lylu                   | Be Your Light M/T: Martin Hollis                                                                      | Englisch            | Sei dein Licht                      |
| 13–23 | POOPS ft. Zaffi        | Destinul M/T: Poops                                                                                   | Rumänisch           | Bestimmung                          |
| 13–23 | Lisa Volk              | O lacrimă, un dor M/T: Viorica Visterniceanu, Marian Stârcea                                          | Rumänisch           | Eine Träne, eine Sehnsucht          |
| 13–23 | Y-gaga Band            | Alexia M/T: Marian Stîrcea, Daniela Barbacari                                                         | Rumänisch           | –                                   |
| 13–23 | Sasha Bognibov         | We changed our gender M/T: Sasha Bognibov                                                             | Englisch            | Wir könnten unser Geschlecht ändern |
| 13–23 | Tanya Tudor            | Bring me back M/T: El-Radu Project                                                                    | Englisch            | Bring mich zurück                   |
| 13–23 | Pavel Pașcan           | Alăturea de tine M/T: Marian Stîrcea, Serghei Bilcenco, Ianoș Țurcanu                                 | Rumänisch           | Neben dir                           |
| –     | AnnaG                  | Meet me in the dark M/T: Anna Grosu                                                                   | Englisch            | Triff mich in der Dunkelheit        |
| –     | Dan Alexandrov         | Can't escape M/T: Dumitru Alexandrov, Matthew May                                                     | Englisch            | Kann nicht flüchten                 |
| –     | Valleria               | A picture of myself M/T: Anna Vaskelainen, Valeria "Valleria" Condrea                                 | Englisch            | Ein Bild von mir selbst             |
| –     | Eblansh Band           | O, Moldova mea dragă! M/T: Mark Leleka-Liechtenstein, Zabava Lotou, Dmytro Dmitriiev, Iulia Lotou     | Rumänisch           | Oh, mein liebes Moldau              |

 Interpret hat sich für das Finale qualifiziert
 Aufgrund verspäteten Erscheinens disqualifiziert
 Nicht angetreten
 Teilnahme zurückgezogen

## Finale
Das Finale sollte am 22. Februar 2025 stattfinden.
| Interpret              | Lied Musik (M) und Text (T)                                                                           | Sprache             | Übersetzung (inoffiziell) |
| ---------------------- | --- | ------------------- | ------------------------- |
| Zelorielle             | Miracle M/T: Zelorielle                                                                               | Englisch            | Wunder                    |
| Vadim Eleni            | Mamă, să fii! M/T: Vladimir Eleni                                                                     | Rumänisch           | Mama, sei es!             |
| Royals ST              | Zboară-n sus M/T: Paul Gamurari, Anatol Vornicescu                                                    | Englisch, Rumänisch | Flieg hoch                |
| PRIZA feat Mc MIKE     | Kookoo M/T: Costantin Ieșeanu, Mihahil Țurcanu                                                        | Englisch, Rumänisch | –                         |
| Katy Rain              | Timpul M/T: Ecaterina Yostogan-Condrea, Mihăiță Chiriac                                               | Rumänisch           | Zeit                      |
| Cătălina Solomac       | Demons M/T: Mihaela Marinova, Vencislav Chanov, Vitali Ezekiev, Nikos Sofīs, Joacim "Jake E" Lundberg | Englisch            | Dämonen                   |
| Rina                   | Dorințele M/T: Rodica Jabinschi, Ion Cațár                                                            | Rumänisch           | Wünsche                   |
| Bacho & CARNIVAL BRAIN | Semafoare M/T: Edgar Bacioi, Dumitru Golban, Iuri Ribac, Anton Ragoza                                 | Rumänisch           | Ampel                     |
| LODOS                  | Sentimental M/T: Oleg Herescu, Ilker Faith Ayla, Veronica Rusu-Bucico                                 | Rumänisch           | –                         |
| Nadya Crajevschi       | Not a Shadow M/T: Ivan Aculov, Ervin Mațiboruc-Gavrisciuc, Nadejda Carjevschi                         | Englisch            | Kein Schatten             |
| Chris Cross            | Eu vin M/T: Radco, Cristian Cuculescu                                                                 | Rumänisch, Englisch | Ich komme                 |
| Sasha Bognibov         | All-night party M/T: Tristán White, Andy Brook                                                        | Englisch            | Party die ganze Nacht     |